# 573 TCN
573 TCN là một năm trong lịch La Mã.